# Women's Extreme Wrestling
Women's Extreme Wrestling (WEW), é uma promoção de wrestling profissional estadunidense, localizada na Pensilvânia com escritórios em Nova York.
A WEW somente apresenta shows em Pay-per-view, que ocorrem no New Alhambra Arena, ex-sede da falida Extreme Championship Wrestling.
WEW formou atletas que hoje estão nas maiores empresas de wrestling dos Estados Unidos. As mais notáveis são: Alexis Laree, Jazz, Shelly Martinez, Talia Madison, Jackie Gayda, Black Barbie, e Traci Brooks.
A promoção é conhecida for ser a única a apresentar lutas hardcore somente para mulheres.

## Títulos e prêmios
| Título                             | Campeão (ões)       | Data vitória           | Venceu a                  |
| ---------------------------------- | ------------------- | ---------------------- | ------------------------- |
| WEW World Heavyweight Championship | Simply Luscious     | 14 de dezembro de 2007 | Vacated                   |
| WEW Tag Team Championship          | Roni Jonah e Bobcat | 12 de julho de 2007    | Annie Social e Amy Zidian |
| WEW Hardcore Championship          | Vago                |                        |                           |